# Seattle Police Department
Seattle Police Department - Policejní oddělení Seattle zajišťuje bezpečnost v tomto americkém městě od roku 1886.

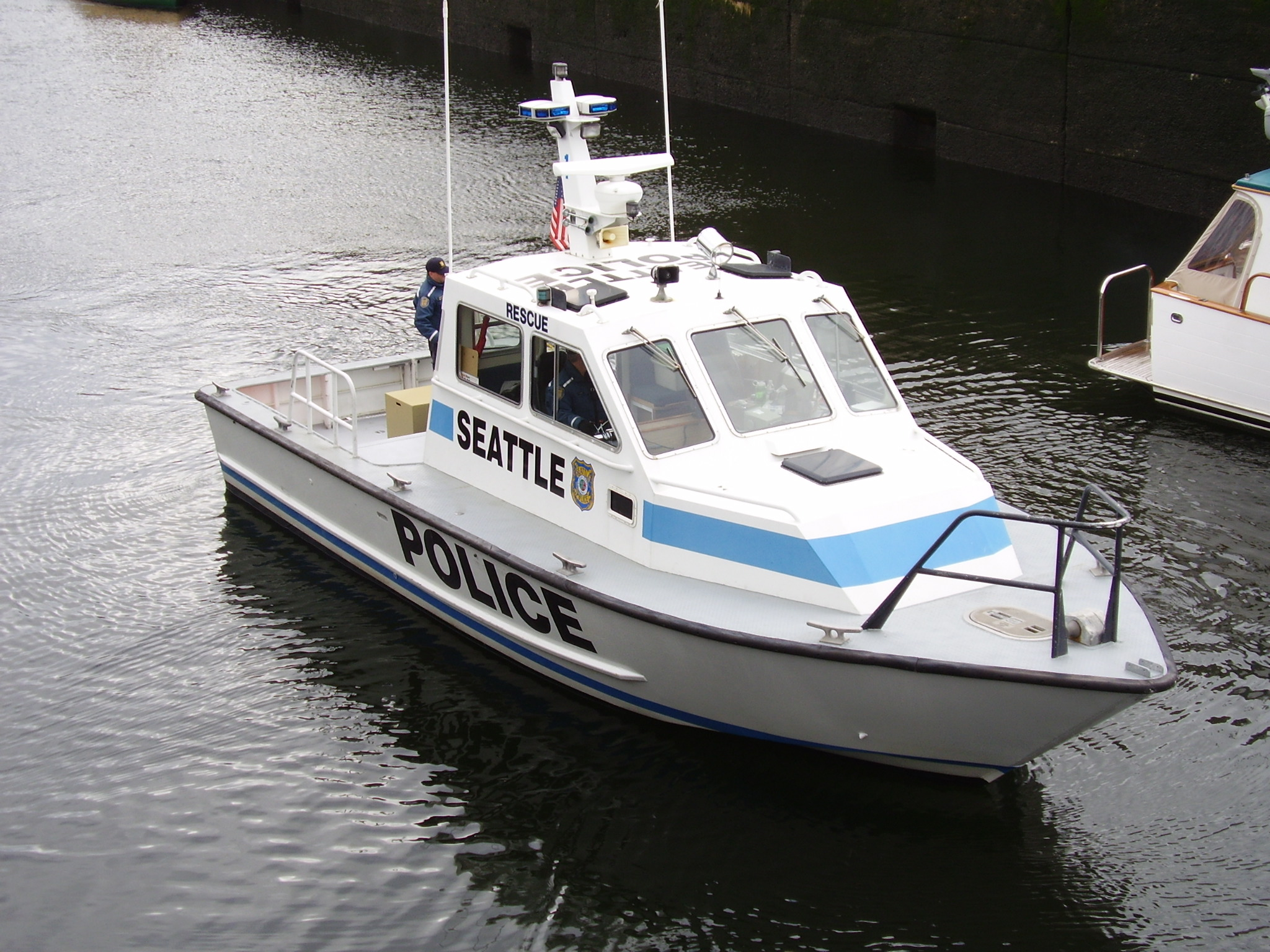
Hlídkový člun policie Seattle

## Specifikace
Policité nosí dvoubarevnou uniformu, skládající se z kalhot černé barvy a košile modrošedé barvy, opatřené odznakem a ramenními nášivkami se znakem jednotky. Bunda používaná s uniformou je šedé barvy. Automobily jsou převážně značky Ford, motocykly Harley-Davidson. Barevný vzor automobilů je bílý pruh na šedomodrém podkladu. Vzhledem k tomu, že je Seattle přístavním městem, vlastní jednotka také hlídkové čluny.

## Velení
V současné době je velitelem John Diaz.

## Heslo
Honor, Courage, Commitment - Čest, Odvaha, Důvěra